# 蒂福日
蒂福日（法語：Tiffauges，法語發音：[tifoʒ]）是法国卢瓦尔河地区大区旺代省的一个市镇，位于该省北部偏东，属于永河畔拉罗什区。

## 地理
蒂福日（47°0'49"N, 1°6'41"W）面积9.92 平方千米，位于法国卢瓦尔河地区大区旺代省，该省份为法国西部沿海省份，北起大西洋卢瓦尔省和曼恩-卢瓦尔省，西临大西洋，南至滨海夏朗德省，东部及东南部与德塞夫勒省接壤。
与蒂福日接壤的市镇（或旧市镇、城区）包括：拉布吕菲耶尔、莱朗德热尼松、圣欧班德索尔莫、圣马丹德蒂约勒、塞夫勒穆瓦讷。

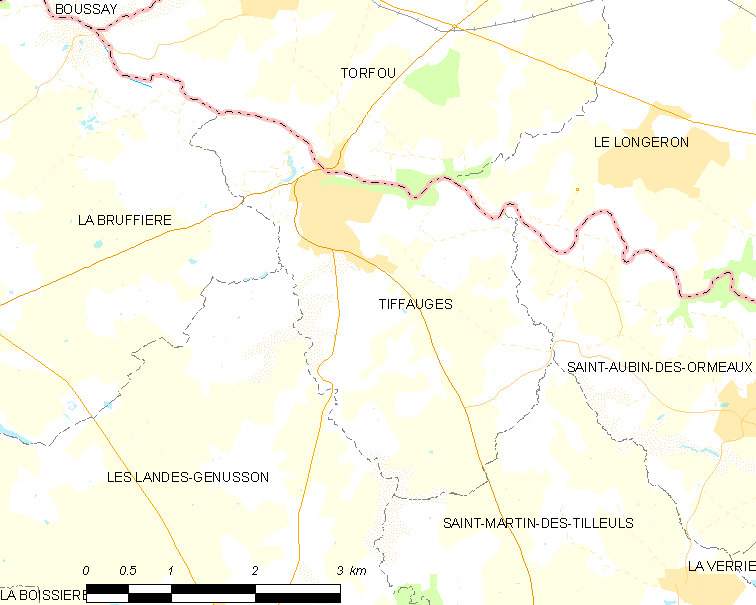
蒂福日的OSM定位图

蒂福日的时区为UTC+01:00、UTC+02:00（夏令时）。

## 行政
蒂福日的邮政编码为85130，INSEE市镇编码为85293。

## 政治
蒂福日所属的省级选区为塞夫尔河畔莫尔塔涅县。

## 人口

1962-2008年间蒂福日人口变化图示

蒂福日于2022年1月1日时的人口数量为1556人。